# Campeonato de 100% Lucha
El Campeonato de 100% Lucha (100% Lucha Championship, en inglés ) es un campeonato mundial de lucha libre profesional dentro del programa 100% Lucha. Durante los 5 años de programa ha sido el campeonato de mayor relevancia.

## Historia
Este campeonato fue introducido el 1° de enero de 2006. Cabe destacar que los campeones son determinados por medio de torneos y el campeón no defiende el campeonato en luchas directas, excepto los casos de Vicente Viloni durante su segundo reinado, quien defendió el campeonato frente a Mc Floyd, perdiéndolo y ganando otra vez el campeonato frente al mismo. El campeón fue Vicente Viloni, coronado el 8 de octubre de 2006 luego de derrotar a La Masa.
En la Segunda Temporada, La Masa ganó el campeonato después de derrotar a Mc Floyd en la final. El campeonato paso a las manos de Gorutta Jones en diciembre de 2007 pero solo pudo tenerlo 7 días ya que Vicente Viloni lo destronaría en la Unificación.
Para mayo de 2008 llegó Dick Sato que obtuvo el campeonato al derrotar a Vicente Viloni, quien lo recuperaría una semana más tarde. Durante el 2008 el cinturón también estuvo en manos del escocés Mc Floyd.
En la Sexta Temporada, el cinturón paso a manos de El Primo quien luego de casi 1 año como campeón sería destronado por Balut Cuniescu, quien fue el último campeón en 2011

### Lista de campeones
|    | Luchador       | N.º | Fecha en que ganó       | Días | Fecha en que perdió     | Notas                                                                       |
| -- | -------------- | --- | ----------------------- | ---- | ----------------------- | --------------------------------------------------------------------------- |
| 1  | Vicente Viloni | 1   | 15 de octubre de 2006   | 224  | 27 de mayo de 2007      |                                                                             |
| 2  | La Masa        | 1   | 27 de mayo de 2007      | 210  | 23 de diciembre de 2007 |                                                                             |
| 3  | Gorutta Jones  | 1   | 23 de diciembre de 2007 | 7    | 30 de diciembre de 2007 |                                                                             |
| 4  | Vicente Viloni | 2   | 30 de diciembre de 2007 | 77   | 16 de marzo de 2008     |                                                                             |
| 5  | Dick Sato      | 1   | 16 de marzo de 2008     | 7    | 23 de marzo de 2008     |                                                                             |
| 6  | Vicente Viloni | 3   | 23 de marzo de 2008     | 112  | 13 de julio de 2008     |                                                                             |
| 7  | Mc Floyd       | 1   | 13 de julio de 2008     | 147  | 7 de diciembre de 2008  |                                                                             |
| 8  | Vicente Viloni | 4   | 7 de diciembre de 2008  | 378  | 27 de diciembre de 2009 |                                                                             |
| 9  | El Primo       | 1   | 27 de diciembre de 2009 | 334  | 5 de diciembre de 2010  |                                                                             |
| 10 | Balut Cuniescu | 1   | 5 de diciembre de 2010  | ~60  | c. Marzo de 2011        | No se conoce la fecha exacta en la que se le retiró el título.              |
| —  | Desactivado    | —   | c. Marzo de 2011        | —    | —                       | 100% fue cancelado a mediados de marzo de 2011, desactivando el campeonato. |

## Mayor cantidad de reinados
| Reinados | Luchador (es)  |
| -------- | -------------- |
| 4 veces  | Vicente Viloni |

## Récords
- Reinado más largo: Vicente Viloni, 378 días
- Reinado más corto: Gorutta Jones, Dick Sato, 7 días
- Campeón más pesado: Gorutta Jones, 140 kg
- Campeón más liviano: Dick Sato, 80 kg
- Campeón más alto: Gorutta Jones, 2,02 m
- Campeón más bajo: Dick Sato, 1,76 m